# Entrenador del Año de la PBA
El Entrenador del Año de la Philippine Basketball Association (Philippine Basketball Association Coach of the Year Award) es un premio anual otorgado por la PBA al mejor entrenador de la temporada. El premio fue creado en 1993.

## Ganadores
| Temporada | Entrenador      | Nacionalidad   | Equipo                       |
| --------- | --------------- | -------------- | ---------------------------- |
| 1993      | Chot Reyes      | Filipinas      | Purefoods TJ Hotdogs         |
| 1994      | Tim Cone        | Estados Unidos | Alaska Milkmen               |
| 1995      | Derrick Pumaren | Filipinas      | Sunkist Orange Juicers       |
| 1996      | Tim Cone        | Estados Unidos | Alaska Milkmen               |
| 1997      | Ron Jacobs      | Estados Unidos | San Miguel Beermen           |
| 1998      | Perry Ronquillo | Filipinas      | Formula Shell Zoom Masters   |
| 1999      | Perry Ronquillo | Filipinas      | Formula Shell Zoom Masters   |
| 2000      | Jong Uichico    | Filipinas      | San Miguel Beermen           |
| 2001      | Yeng Guiao      | Filipinas      | Batang Red Bull Thunder      |
| 2002      | Chot Reyes      | Filipinas      | Coca Cola Tigers             |
| 2003      | Chot Reyes      | Filipinas      | Coca Cola Tigers             |
| 2004-05   | Siot Tanquincen | Filipinas      | Barangay Ginebra Kings       |
| 2005-06   | Ryan Gregorio   | Filipinas      | Purefoods Chunkee Giants     |
| 2006-07   | Jong Uichico    | Filipinas      | Barangay Ginebra Kings       |
| 2007-08   | Boyet Fernández | Filipinas      | Sta. Lucia Realtors          |
| 2008-09   | Chot Reyes      | Filipinas      | Talk 'N Text Tropang Texters |
| 2009-10   | Ryan Gregorio   | Filipinas      | B-Meg Derby Ace Llamados     |
| 2010-11   | Chot Reyes      | Filipinas      | Talk 'N Text Tropang Texters |